# تي-50 العقاب الذهبي
تي-50 (بالإنجليزية: KAI T-50 Golden Eagle )‏ هي عائلة طائرات طائرة تدريب متقدم ومقاتلة خفيفة متعددة المهام أسرع من الصوت. من إنتاج كوريا الجنوبية. طورت من قبل كوريا للصناعات الفضائية (KAI) بالتعاون مع شركة الطيران الأميركية لوكهيد مارتن.

## التاريخ
في الأصل، كان الهدف من برنامج تي-50، هو تطوير طائرة تدريب قادرة على الطيران الأسرع من الصوت، لتدريب وإعداد الطيارين لمقاتلات إف-16 فايتنغ فالكون وماكدونيل دوغلاس إف-15 إي سترايك إيغل، ولتحل محل طائرات الهجوم الخفيفة مثل إف-5 بي وكذلك وال CAS Cessna A-37B وال نورثروب تي-38 تالون.
في بداية مرحلة الإنتاج توقف المشروع بسبب ضائقة مالية تعرضت لها المؤسسة المنتجة للطائرة، ولكن في 1999، تم إعادة المشروع بدعم مالي من قبل الشركة الأمريكية لوكهيد مارتن والتي دعمت المشروع بنسبة 17%.

## المواصفات

### المواصفات العامة
- الطاقم: 2
- الطول: 12,98 م
- طول الجناح: 9,17 م
- الارتفاع: 4,78
- وزنها فارغه: 6350 كجم
- أقصى وزن عند الإقلاع: 13470 كجم

### الأداء
- السرعة القصوى: 1,4 ماخ
- المدى: 1,851 كم
- سقف الارتفاع: 14630 متر

### التسليح
الصواريخ
- صواريخ: LAU-3/68
- صواريخ جو-جو: 2 صاروخ
- صواريخ جو-أرض: 6 صاروخ

القنابل
- 5 قنابل CBU-58 العنقودية
- 9 قنابل Mk 82
- 3قنابل Mk 83/MK 84
- 9 قنابل Mk 20
- مدفع من عيار 20 ملم المدفع من نوع M61 Vulcan ويمكن ان تطلق 205 طلقة في كل مرة.

ان تصميم شكل ال ت-50 هو نفس شكل إف-16 الأمريكية ونظامها الاقتصادي نفس نظام ال إف-16.

## المستخدمون
- كوريا الجنوبية
- العراق
- تايلاند[4]
- مصر